# Lisa Hörhager
Lisa Hörhager (29 aprile 2001) è una sciatrice alpina austriaca.

## Biografia
Specialista delle prove tecniche originaria di Mayrhofen e attiva dal febbraio del 2018, Lisa Hörhager ha esordito in Coppa Europa il 17 gennaio 2020 a Zell am See in slalom speciale e in Coppa del Mondo il 3 gennaio 2021 a Zagabria Sljeme nella medesima specialità, in entrambi i casi senza completare la prova; sempre in slalom speciale in Coppa Europa ha conquistato il primo podio, il 16 dicembre 2022 in Valle Aurina (2ª), e la prima vittoria, l'8 gennaio 2025 a Les Diablerets. Non ha preso parte a rassegne olimpiche o iridate.

## Palmarès

### Coppa del Mondo
- Miglior piazzamento in classifica generale: 96ª nel 2025

### Coppa Europa
- Miglior piazzamento in classifica generale: 22ª nel 2025
- 4 podi:
  - 1 vittoria
  - 3 secondi posti

#### Coppa Europa - vittorie
| Data           | Località       | Paese    | Specialità |
| -------------- | -------------- | -------- | ---------- |
| 8 gennaio 2025 | Les Diablerets | Svizzera | SL         |

Legenda:

SL = slalom speciale

### South American Cup
- Miglior piazzamento in classifica generale: 31ª nel 2025
- 1 podio:
  - 1 terzo posto

### Campionati austriaci
- 5 medaglie:
  - 2 ori (combinata nel 2021; slalom speciale nel 2023)
  - 2 argenti (slalom speciale nel 2021; slalom speciale nel 2025)
  - 1 bronzo (slalom gigante nel 2021)